# Slovenská florbalová extraliga žen
Slovenská florbalová extraliga žen (od sezóny 2020/2021 sponzorským názvem Hyundai Extraliga žen, slovensky žien) je nejvyšší slovenská florbalová soutěž žen. Liga se hraje od roku 2005. Organizuje ji Slovenský svaz florbalu. 
Historicky nejúspěšnějším týmem je družstvo ŠK 98 Pruské, které soutěž vyhrálo čtyřikrát, naposledy v ročníku 2017/2018.

## Systém soutěže

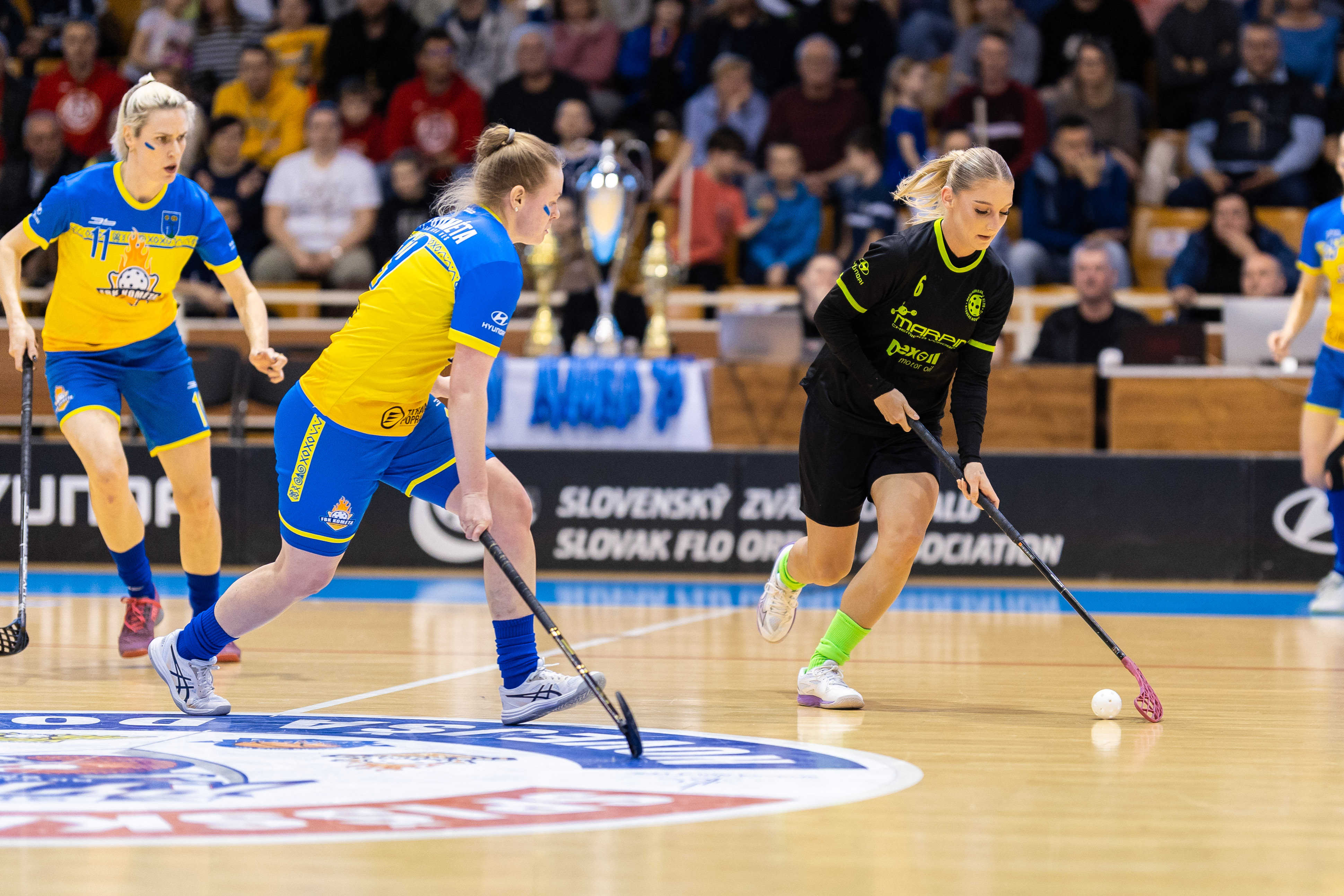
Finálový zápas Spišská Nová Ves – Kysucké Nové Mesto v sezóně 2024/2025

Soutěž má osm týmů. V základní části, která se koná přibližně od září do prosince, se všechny týmy dvakrát utkají každý s každým (celkem 14 kol). Podle bodů získaných v základní části, se týmy rozdělí do dvou nadstaveb A a B po čtyřech týmech, které se hrají zhruba v lednu a únoru a kde se opět týmy střetnou dvakrát každý s každým (6 kol). První dva týmy nadstavby A postupují přímo do semifinále playoff. Druhé dva týmy a první dva týmy nadstavby B hrají ve čtvrtfinále o zbývající dvě místa v semifinále. Všechna tři kola playoff se hrají na tři vítězné zápasy. Playoff se koná většinou v březnu a dubnu.

## Přehled medailistů
| Ročník    | Zlato                                        | Stříbro                                      | Bronz                                        |
| --------- | -------------------------------------------- | -------------------------------------------- | -------------------------------------------- |
| 2005/2006 | ŠK FBC Dragons Ružinov Bratislava            | FBC Strikes Sereď                            | Fireball Stupava                             |
| 2006/2007 | FBC Strikes Sereď                            | ŠK FBC Dragons Ružinov Bratislava            | ŠK Juventa Žirafa Žilina                     |
| 2007/2008 | ŠK FBC Dragons Ružinov Bratislava            | ŠK Juventa Žirafa Žilina                     | NTS FK-ZŠ Nemšová                            |
| 2008/2009 | ŠK FBC Dragons Ružinov Bratislava            | ŠK Juventa Žirafa Žilina                     | ŠK 98 Pruské                                 |
| 2009/2010 | NTS FK-ZŠ Nemšová                            | ŠK 98 Pruské                                 | FBK Tvrdošín                                 |
| 2010/2011 | CVČ UNIHOC Žirafa Žilina                     | ŠK 98 Pruské                                 | ŠK Slávia SPU DFA Nitra                      |
| 2011/2012 | ŠK 98 Pruské                                 | CVČ UNIHOC Žirafa Žilina                     | FBK Tvrdošín                                 |
| 2012/2013 | ŠK 98 Pruské                                 | NTS FK-ZŠ Nemšová                            | ŠK Slávia SPU DFA Nitra                      |
| 2013/2014 | FBK Tvrdošín                                 | ŠK Slávia SPU DFA Nitra                      | ŠK 98 Pruské                                 |
| 2014/2015 | FBK Tvrdošín                                 | ŠK Slávia SPU DFA Nitra                      | ŠK 98 Pruské                                 |
| 2015/2016 | ŠK 98 Pruské                                 | FbK Kométa Spišská Nová Ves                  | FBK Tvrdošín                                 |
| 2016/2017 | FbK Kométa Spišská Nová Ves                  | ŠK 98 Pruské                                 | NTS FK-ZŠ Nemšová                            |
| 2017/2018 | ŠK 98 Pruské                                 | FbC Predator Sabinov                         | NTS FK-ZŠ Nemšová                            |
| 2018/2019 | FbC Predator Sabinov                         | ŠK 98 Pruské                                 | MKŠS FBK Kysucké Nové Mesto                  |
| 2019/2020 | MKŠS FBK Kysucké Nové Mesto                  | ŠK 98 Pruské                                 | FBC Predator Sabinov                         |
| 2020/2021 | nedohraná sezóna z důvodu pandemie covidu-19 | nedohraná sezóna z důvodu pandemie covidu-19 | nedohraná sezóna z důvodu pandemie covidu-19 |
| 2021/2022 | NTS FK-ZŠ Nemšová                            | ŠK 98 Pruské                                 | MKŠS FBK Kysucké Nové Mesto                  |
| 2022/2023 | FBK Harvard Partizánske                      | NTS FK-ZŠ Nemšová                            | ŠK 98 Pruské                                 |
| 2023/2024 | MKŠS FBK Kysucké Nové Mesto                  | ŠK Fbk Kométa Spišská Nová Ves               | NTS FK-ZŠ Nemšová                            |
| 2024/2025 | MKŠS FBK Kysucké Nové Mesto                  | ŠK Fbk Kométa Spišská Nová Ves               | ŠK 98 Pruské                                 |

Zdroj:
| Poř. | Klub                              | Zlato                      | Stříbro                                | Bronz                            |
| ---- | --------------------------------- | -------------------------- | -------------------------------------- | -------------------------------- |
| 1.   | ŠK 98 Pruské                      | 4 (2012, 2013, 2016, 2018) | 6 (2010, 2011, 2017, 2019, 2020, 2021) | 5 (2009, 2014, 2015, 2023, 2025) |
| 2.   | ŠK FBC Dragons Ružinov Bratislava | 3 (2006, 2008, 2009)       | 1 (2007)                               |                                  |
| 3.   | MKŠS FBK Kysucké Nové Mesto       | 3 (2020, 2024, 2025)       |                                        | 2 (2019, 2022)                   |
| 4.   | NTS FK-ZŠ Nemšová                 | 2 (2010, 2021)             | 2 (2013, 2023)                         | 4 (2008, 2017, 2018, 2024)       |
| 5.   | FBK Tvrdošín                      | 2 (2014, 2015)             |                                        | 3 (2010, 2012, 2016)             |
| 6.   | CVČ UNIHOC Žirafa Žilina          | 1 (2011)                   | 3 (2008, 2009, 2012)                   | 1 (2007)                         |
| 7.   | FbK Kométa Spišská Nová Ves       | 1 (2017)                   | 3 (2016, 2024, 2025)                   |                                  |
| 8.   | FbC Predator Sabinov              | 1 (2019)                   | 1 (2018)                               | 1 (2020)                         |
| 9.   | FBC Strikes Sereď                 | 1 (2007)                   | 1 (2006)                               |                                  |
| 10.  | FBK Harvard Partizánske           | 1 (2023)                   |                                        |                                  |
| 11.  | ŠK Slávia SPU DFA Nitra           |                            | 2 (2014, 2015)                         | 2 (2011, 2013)                   |
| 12.  | Fireball Stupava                  |                            |                                        | 1 (2006)                         |

Zdroj:

## Známé hráčky
- Denisa Ferenčíková (2006–2010)
- Paulína Hudáková (?–2017)